# Trachea transcursa
Trachea transcursa là một loài bướm đêm trong họ Noctuidae.